# Lawinenunglück von Evolène
Das Lawinenunglück von Evolène ereignete sich am 21. Februar 1999 im Kanton Wallis in der Gemeinde Evolène. Durch die Lawine starben zwölf Menschen, der Sachschaden war hoch. Das Unglück ist nach der Lawinenkatastrophe von Galtür die Lawine mit der zweithöchsten Opferzahl im Lawinenwinter 1999.  In der Schweiz verursachten im 20. Jahrhundert nur zwei Lawinen mehr Todesopfer (Reckingen, 1970 mit 30 Toten, und Vals, 1951 mit 19 Toten).

## Vorgeschichte
Der Lawinenwinter 1999 war von drei Nordwest-Staulagen geprägt, die in relativ geringen zeitlichen Abständen aufeinander folgten. Während dieser Staulagen fielen grosse Mengen an Neuschnee. Die Neuschneeschichten aus den beiden vorangegangenen Staulagen waren noch nicht verfestigt, als am 17. Februar die dritte Staulage begann. Innerhalb von 24 Stunden fielen 30 bis 60 cm Neuschnee. Am 19. Februar folgte eine Warmfront, die dazu führte, dass die Schneefallgrenze in der Region bis auf 2000 Meter stieg, mit einem weiterhin anhaltenden Neuschneezuwachs oberhalb der Schneefallgrenze. Am 21. Februar mittags war die Wärmewelle vorbei; die Temperaturen sanken und der Schneefall nahm zu. Etwa um 20:30 Uhr löste sich die Unglückslawine. Das Lawinenbulletin Nr. 100 vom 21. Februar 1999 17:00 Uhr gab zwar für das Berner Oberland eine „sehr grosse Lawinengefahr“ an, für diesen Teil des Wallis aber nur „grosse Lawinengefahr“. Die Mächtigkeit der abgehenden Lawine überraschte die Bevölkerung in Evolène, da ja „nur“ die zweithöchste Warnstufe galt. Erst das Lawinenbulletin Nr. 101 vom 22. Februar 1999 von 9:00 Uhr gab für das betroffene Gebiet eine „sehr grosse Lawinengefahr“ an; zu diesem Zeitpunkt war die Lawine aber schon abgegangen.
Der Sicherheitsverantwortliche und der Gemeindepräsident trafen sich am Morgen nach dem Gottesdienst des 21. Februar zu einer Sitzung, um die Lage zu besprechen. Der Sicherheitsverantwortliche hatte bei La Sage auf ca. 1700 Meter Höhe ein Schneeprofil erstellt, aufgrund dessen er die Lawinengefahr am 21. Februars 1999 mit der Stufe 5 („sehr gross“) und somit höher als die Lawinenbulletins Nr. 99 und Nr. 100 bewertete. Eine Evakuierung der roten und teilweise blauen Gefahrenzone unterblieb aber. Auch durch die rote Zone gehende Verkehrswege wurden nicht gesperrt. Gerade dieser Punkt, der Widerspruch zwischen Einstufung in die höchste Gefahrenklasse und dem Unterbleiben der dann notwendigen Massnahmen, kam bei der späteren Gerichtsverhandlung zur Sprache. Auch fehlte zu diesem Zeitpunkt für die Gemeinde eine klare Regelung, wann was zu tun sei.

## Ablauf
Die Lawine löste sich um etwa 20.30 Uhr auf einer Breite von rund vier Kilometern entlang des Kamms zwischen der Sasseneire und der Pointe du Tsaté. Es konnte nicht festgestellt werden, ob der Anriss in einer oder in mehreren Etappen vonstattenging. Das Anrissgebiet liegt in einer Höhe zwischen 2900 und 3200 Metern und ist eine vorwiegend nach Südwesten exponierte Flanke. Entsprechend dem Geländeverlauf (Bachläufe) kanalisierte sich die Lawine in  mehrere, mehr oder weniger definierte Züge. Zwei Lawinenzüge liefen auf der Höhe von Mayens de Cotter aus. Hier wurden vier Personen mitgerissen und etliche Alphütten zerstört. Eine Person konnte hier lebend gerettet werden, sie war zwar 300 Meter mitgerissen, aber nicht völlig verschüttet worden. Für die drei komplett verschütteten Personen kam jede Hilfe zu spät. Ein weiterer Lawinenzug (Torrent des Maures) ging, nördlich des Dorfes Villaz vorbei, in einer Länge von über 3,5 Kilometer bis in die Talebene südlich von Evolène ab. Dabei zerstörte er mehrere Gebäude und verschüttete auf einer Breite von 50 Metern und einer Höhe von bis zu 10 Metern die Hauptstrasse in der Talebene. Ein weiterer Lawinenzug (Le Bréquet) erreichte ebenfalls den Talgrund. Dabei riss er am Südrand mehrere Gebäude mit, die zu diesem Zeitpunkt jedoch unbewohnt waren, verschüttete die Zufahrtsstrasse von Villaz und riss einige parkierte Autos mit. Bei La Confraric, auf 1410 Metern (somit im Talgrund), wurden acht Gebäude von der Lawine zerstört (eines davon in der weissen (sicheren) Zone), dabei starben fünf Menschen in den Häusern und zwei ausserhalb (vor dem Salzdepot der Gemeinde). Auch wurde die Hauptstrasse auf einer Länge von 100 Metern in einer Höhe von bis zu sechs Metern verschüttet. Dabei wurde ein Auto mit zwei Insassen verschüttet, die später tot geborgen wurden.

## Rettungsaktion
Um 20:35 Uhr ging die Unfallmeldung bei der Maison FXB du sauvetage in Sion ein. Daraufhin veranlasste man, dass sich drei Bergführer (ausgebildete Rettungsspezialisten) und vier Lawinenhundeführer, die sich in Nendaz befanden, zur Unglücksstelle begaben. Dazu wurden noch die anderen Rettungsorganisationen aufgeboten. Der Helikopter der Air-Glaciers konnte aber nur bis kurz vor Evolène fliegen, und nicht direkt zur Unglücksstelle. Die Rettungsspezialisten und Hundeführer trafen um 21:10 Uhr am Lawinenkegel bei La Confraric ein, worauf unverzüglich die Suche begann. Währenddessen hatte man im Lawinenkegel von Prés de Villaz ein verletztes Kind gefunden und wusste, dass auch von dieser Lawine Menschen verschüttet worden waren. Um 22:05 fand man die beiden Personen, die sich vor einem Salzdepot aufgehalten hatten, sie konnten nur noch tot geborgen werden. In der Nacht reduzierte man die Suchanstrengungen wegen der unklaren Lawinenlage auf das Gebiet um ein zerstörtes Chalet, in dem sich die fünf vermissten Personen aufgehalten hatten.
Am Morgen unterbrach man die Suche ganz, da sich die Wetterlage zuspitzte, und begann damit, das Dorf La Sage und weitere möglicherweise  gefährdete Gebiete zu evakuieren. Als sich das Wetter verbesserte, konnte um 13 Uhr ein Erkundungsflug in das Anrissgebiet starten. Dabei wurde festgestellt, dass die gesamte Fläche abgegangen war und somit keine akute Lawinengefahr mehr bestand. Man stoppte die Evakuierungen, machte sie teilweise rückgängig und nahm die Suche wieder auf. Diese war allerdings an diesem Tag nicht von Erfolg gekrönt. Auf dem Lawinenkegel von Prés de Villaz stellte man aus Sicherheitsgründen über Nacht die Suche ein, auch weil nach so langer Zeit ausserhalb von Gebäuden die Überlebenswahrscheinlichkeit äusserst gering war.
In La Confraric ging die Suche ununterbrochen weiter. Am 23. Februar mittags fand man den ersten Toten und abends weitere vier. Somit waren alle zu dieser Zeit bekannten Vermissten in diesem Lawinenkegel gefunden worden. Am 24. Februar intensivierte man die Suche im Lawinenkegel von Prés de Villaz. Man wusste jetzt, dass dort noch drei Personen vermisst wurden. Um 11:40 Uhr wurde die erste Person und um 13:00 Uhr die zweite Person durch Sondieren gefunden. Die dritte Person wurde erst am 5. März gefunden.
Am 1. März ging eine Vermisstenmeldung aus Deutschland ein. Zwei Personen waren am 21. Februar ins Val d’Hérens gefahren und nicht nach Hause zurückgekehrt. Als die Abklärungen der Polizei keine Erfolg hatten und ergaben, dass sie am angegebenen Ziel nie angekommen waren, erhärtete sich der Verdacht, dass sie in einen der beiden Lawinenzüge geraten sein könnten, die die Hauptstrasse erreicht hatten. Am 5. März fand man nachmittags das zusammengedrückte Auto und darin die beiden Vermissten. Die Zerstörungen am Auto lassen den Schluss zu, dass die beiden Insassen keine Überlebenschance hatten.

## Nachwirkungen
Das Lawinenereignis von Evolène löste ein strafrechtliches Verfahren gegen Mitarbeiter der verantwortlichen Behörden aus. Dieses Verfahren ging bis vor das Bundesgericht. Am 30. August 2006 wurde der Fall vom Bundesgericht abschliessend entschieden. Dabei kam es zu einer Verurteilung des Gemeindepräsidenten von Evolène und des Sicherheitschefs, wegen mehrfacher fahrlässiger Tötung und Störung des öffentlichen Verkehrs. Das Urteil löste Verunsicherung in den Lawinenwarndiensten aus, stellte sich nach diesem Urteil doch die Frage, wer sich denn der Verantwortung für die Lawinenwarnung überhaupt noch stellen solle. Deshalb wurde vom Eidgenössischen Institut für Schnee- und Lawinenforschung SLF eine Studie in Auftrag gegeben, die den Unfall und die Lehren daraus erörtern soll, auch gerade in Hinblick auf die Verantwortlichkeit von Personen.

## Weblink
- Lawinenkatastrophe 1999 in Galtür und Evolène In: SRF Dok vom 25. Januar 2019 (Video, teilweise Schweizerdeutsch)